# Tall Hadżar Faukani
Tall Hadżar Faukani (arab. تل حجر فوقاني) – wieś w Syrii, w muhafazie Aleppo, w dystrykcie Ajn al-Arab. W 2004 roku liczyła 724 mieszkańców.